# 24. kongres Občanské demokratické strany

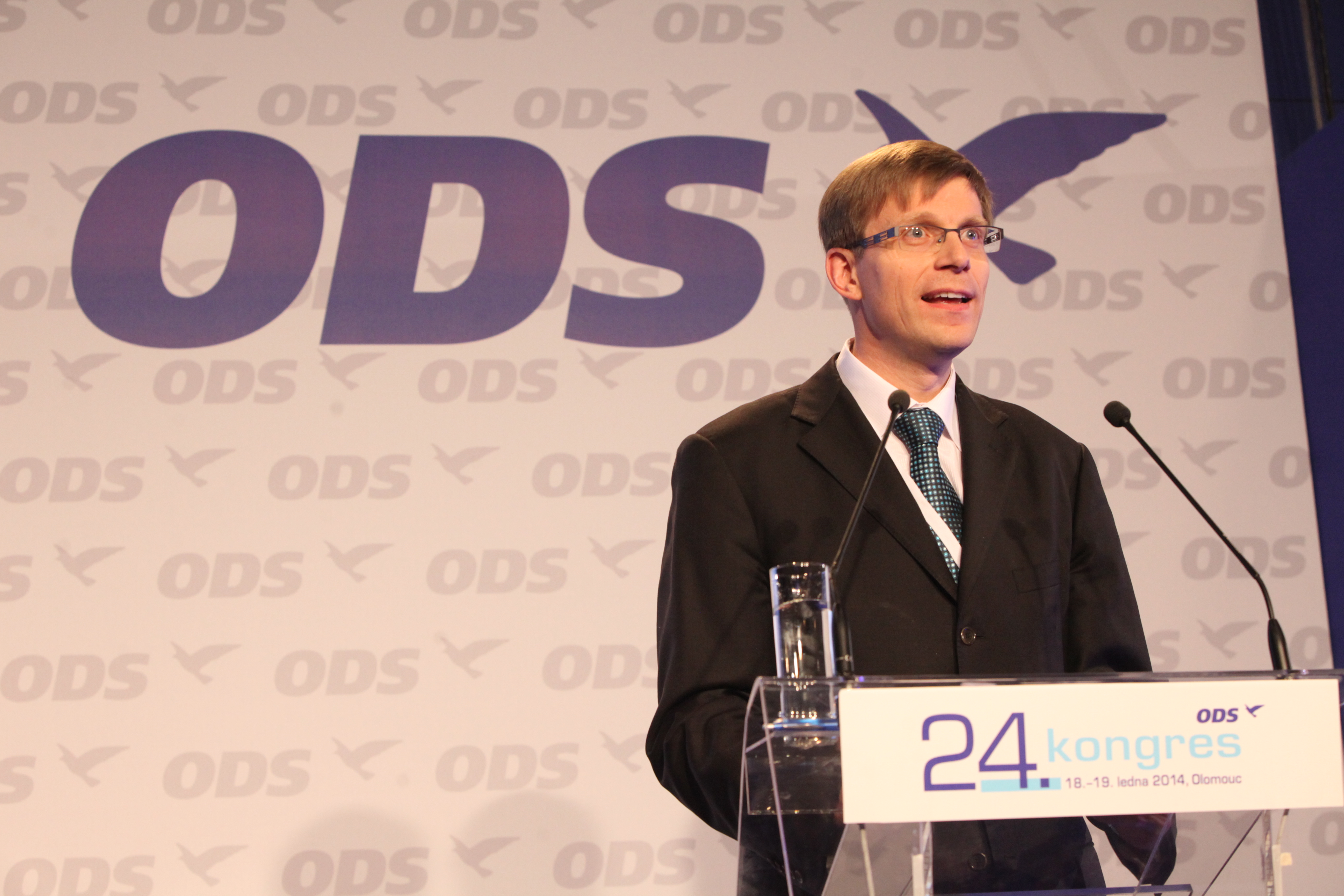
Martin Kupka při projevu na kongresu

24. kongres ODS se konal 18.–19. ledna 2014 v Olomouci, v kongresovém hotelu Clarion.

## Souvislosti a témata kongresu
Kongres se konal po volbách do Poslanecké sněmovny 2013, ve kterých ODS získala historicky nejmenší počet poslanců – 16.

## Zvolené vedení ODS po kongresu
- předseda: Petr Fiala  (437 hlasů delegátů z 546)
- 1. místopředseda: Jan Zahradil
- místopředsedové: Martin Kupka, Evžen Tošenovský, Miloš Vystrčil, Martin Novotný